# Skara studentkår
Skara studentkår var en studentkår bildad 1994 vid Sveriges lantbruksuniversitet (SLU) i Skara, och upplöst 2015. Studentkåren upplöstes då utbildningarna flyttade till Ultuna i Uppsala. Ansvaret för studiebevakningen övertogs då av Veterinärmedicinska föreningen och Ultuna studentkår. Medlemmarna i Skara studentkår omfattade studerande på programmen Mat & Teknologi (Livsmedelsingenjör), Etologi & djurskydd och Djursjukskötare.
Skara studentkår var medlem i SLUSS, SLU:s Samlade Studentkårer, men valde att stå utanför Sveriges förenade studentkårer (SFS). Kårhuset Smedjan invigdes 1998 och är en gammal bruksbyggnad för hovslageri. I mitten av lokalen finns en ässja av kamintyp för att påminna om husets ursprung.
Logotypen var ursprungligen framtagen av Niklas Dahlberg och David Klomark 1999. Logotypen föreställer tre askar som Peter Hernqvist planterade 1775. Dessa askar förstördes i stormen Gudrun 2005.